# 通貨
通貨（つうか、英: currency）とは、流通貨幣の略称で、決済のための価値交換媒体である。通貨は、現金通貨と預金通貨の2種類に大別され、前者は紙幣および硬貨（補助貨幣）であり、後者は普通預金や当座預金などの決済口座である。
モノやサービスとの交換に用いられる「お金（おかね）」のことを、経済用語では貨幣または通貨と呼ぶ。通貨が無い時代の決済手段とされていた物々交換から、さらにモノやサービスの流動性を高めるために作られた経済形態である。
政府は、租税の算定に法定通貨を利用する。

## 解説
モノやサービスの価値は、流動的である。出来立てのパンは数時間経ったパンよりも高価であるだろうし、家政婦や理美容等のサービス料金は十分な経験を積んだものとそうでないものとで差があるだろう。また、昔はほとんど価値がなかったものが、逆に骨董品として高い価で取引きされる場合もある。いわゆる「等価交換」に際して、それらの流動的なものを何らかの形で具現化したものが経済の仲介物であり、通貨（お金）となる。
貨幣が定着し流通しだすと、貨幣は通貨と位置づけられ、通貨制度として決まりごとをもつようになる。通貨制度は、各国のマクロ経済政策の運営・貿易・投資に対する規制に大きく関わっている。通貨の信用の裏付けは、国民が働いてモノやサービスを生産する能力に由来する。政府は国民の労働力（の可能性）を国債にして中央銀行で貨幣と交換している。
経済の仲介物としては、「貨幣史」や「通約的な正義としての流通貨幣」に示されるように、それを欲しがる他者が多数存在すれば通貨となりえる。日本のおとぎ話「わらしべ長者」では、様々なモノが交換の仲介物とされる様子が描かれている。政府は通貨を歳費の算定基礎に価値の尺度として用い、また中央銀行に発行や流通の権利を委ね保護し、国民も「唯一無二」の存在として信用することで、その価値が生じる。例えば、全ての国民が一万円札を紙くずだと思えば、その瞬間から一万円札は本当に紙切れとなる。
通貨として、どのような金融商品を含めるかについては、国・時代によって異なるため一義的な決まりはない。狭義には中央銀行などが発行する現金通貨のみを意味する。広義では、現金通貨に加えて、銀行などに預けられている普通預金・当座預金（手形・小切手）などの流動性の高い預金通貨、流動性がやや落ちる定期預金や外貨預金などの準通貨をも含む概念である。

### 本位制度と管理通貨制度
古代より一部の場合を除いて、各国において発行される通貨は金や銀などの貴金属を用いて発行されることが多かった(本位貨幣、正貨）。しかし経済の拡大に伴い通貨を発行するだけの貴金属が不足するようになると、貨幣制度の根幹をなす貴金属の通貨を定め、その貴金属にいつでも兌換できることを保障した紙幣を発行することで通貨の流通量を確保するようになった。これが本位制度である。金によってこの本位制度が裏付けられている場合は金本位制、銀による場合は銀本位制とよばれる。この本位制度は1817年にイギリスにおいてソブリン金貨による金本位制が開始されたのが始まりであり、19世紀末には世界の主要国のほとんどが金または銀本位制に移行した。しかし第一次世界大戦がはじまるとほとんどの国でこの兌換は停止され、大戦終結後は各国とも復帰したものの、1929年に起きた世界恐慌によって再び金本位制は機能しなくなり、下記の管理通貨制度へと移行した。その後第二次世界大戦が終了するとブレトン・ウッズ協定によって金1オンスを35アメリカドルとし、世界各国がそのドルにペッグするという変則的な金本位制（金・ドル本位制）が成立したが、これも1971年8月15日にアメリカのリチャード・ニクソン大統領がアメリカ・ドルと金との兌換停止を発表した（ニクソン・ショック）ことで崩壊し、以後各国は完全に管理通貨制度へと移行した。
管理通貨制度とは、各国の政府や発券銀行が、経済を調整するために通貨の入出を管理する制度のことである。管理通貨制度では、その国の政治・経済状況が貨幣の価値を決める。つまり、その国の「信用」によって（国際金融や外貨準備と照らして）、その国の貨幣の価値は安定したり不安定になる。
日本の場合は、日本の中央銀行である日本銀行が通貨を管理している。紙幣発行権は日銀が有し、政府は硬貨だけを発行するという制度は、政府の通貨乱発を防ぐためのものである。技術的には、政府・中央銀行は自国通貨を無限に市場に供給できる 。中央銀行は通貨を保証しなければならず、通貨の価値を下げないよう、つまり物価を安定させなければならない。インフレーション（物価上昇）、デフレーション（物価下落）のどちらの現象も回避するため、中央銀行は通貨供給量の動きを監視し、市場に出回る通貨量が適量になるように調整する。

## 心の尺度としてのお金
お金（通貨）が「心」や「気持ち」を数値化する尺度として用いられることがある。民法上の損害賠償では、物質としての損害額を超え、さらには債務者（加害者）の資産や収入可能性をも上回る額を算出することもある。たとえば交通事故では、加害者が無保険であった場合の被害者（遺族）への救済方法が行政施策として検討されたりする。
また「貴重な情報」や「秘密の情報」がお金としての価値を生み出す場合もある。日本の不正競争防止法において「営業秘密」に係る不正開示行為は損害賠償や処罰の対象となり、警視庁の捜査特別報奨金制度は事件の検挙に結び付く有力な情報を提供した者に対して報奨金を支払う制度であるが、それらの金額にも差が生じている。

## 金融商品としての通貨

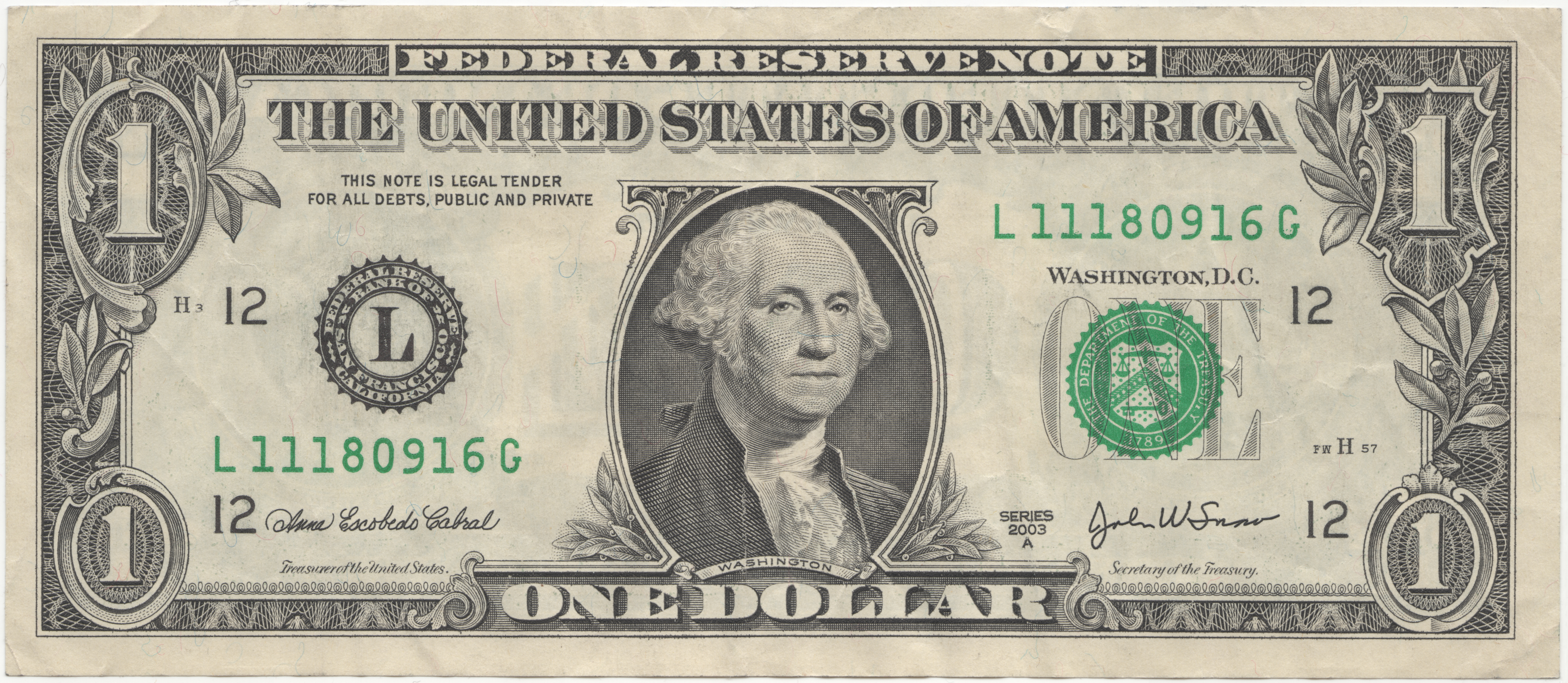
1米ドル紙幣

通貨は長らく資産クラスとして認識されていなかった。その背景には債券・株式という古典的な資産クラスが、有価証券としての資金調達手段であるのに対し、通貨は投資家への収益が明確でなかったことがある。しかしながら、異なる通貨間市場（いわゆる外国為替市場）における金利差（キャリー）、購買力平価（バリュエーション）、基軸通貨ドルに対する直物市場のモメンタムの三要素を均等配分する形で通貨市場のβが創設されつつある。
為替は、その通貨に対する需要と供給で価格（為替レート）が決まる。為替レートが変化するのは、通貨を商品のように扱い、需要と供給の市場原理が働いているからである。為替レートは一刻一刻と変動し、通貨の価値が上下する。
マネー経済では、マネー自身が株などの有価証券として市場に流通し、その過程で利益をもたらす。つまり、モノ・サービスを介在せず、マネーが単独で市場を動いていく。円やドルを売買するように、通貨そのものは商品になる。変動相場制の下では商品を売買するのと同じように、自国通貨を売り（買い）、外国通貨を買う（売る）ことが行われる。
各国の通貨は、輸出入の代金の決済に使用されるが、資産としての性質も持っており、外国の通貨も資産となりうる。外国に投資するということは、その国の通貨建ての資産を持つということである。
2009年現在、ドイツ銀行の公表するDBCRとシティーバンクの公表する指数とでβ指数を争っている。両者の違いは新興国通貨を組み入れているか否かと、キャリー部分の配分が等配分か半分を占めるかというところにある。

## 国際通貨
| 順位       | 通貨                   | ISO 4217 コード (通貨記号) | 一日当たりシェア（%） (2019年4月) |
| ---------- | ---------------------- | -------------------------- | --------------------------------- |
| 01         | アメリカ合衆国ドル     | USD ($)                    | 68.5%.                            |
| 02         | ユーロ                 | EUR (€)                    | 31.5%.                            |
| 03         | イギリス・ポンド       | GBP (£)                    | 18.9%                             |
| 04         | オーストラリア・ドル   | AUD ($)                    | 10.1%.                            |
| 05         | 日本円                 | JPY (¥)                    | 10.1%.                            |
| 06         | スイス・フラン         | CHF (Fr)                   | 10.0%.                            |
| 07         | カナダ・ドル           | CAD ($)                    | 5.5%.                             |
| 08         | 中国人民元             | CNY (¥)                    | 5.1%.                             |
| 09         | 香港ドル               | HKD ($)                    | 3.5%.                             |
| 10         | シンガポール・ドル     | SGD ($)                    | 2.0%.                             |
| 11         | 韓国ウォン             | KRW (₩)                    | 2.0%.                             |
| 12         | ニュージーランド・ドル | NZD ($)                    | 1.8%.                             |
| 13         | メキシコ・ペソ         | MXN ($)                    | 1.5%.                             |
| 14         | ロシア・ルーブル       | RUB (₽)                    | 1.1%.                             |
| 15         | マレーシア・リンギット | MYR (RM)                   | 1.1%.                             |
| 16         | モロッコ・ディルハム   | MAD (DH)                   | 1.3%                              |
| 17         | トルコ・リラ           | TRY (₺)                    | 1.1%.                             |
| 18         | インド・ルピー         | INR (₹)                    | 5.1%.                             |
| 19         | ブラジル・レアル       | BRL (R$)                   | 1.9%.                             |
| 20         | サウジアラビア・リヤル | SAR (﷼)                    | 1.6%.                             |
| 21         | UAEディルハム          | AED (DH)                   | 1.5%.                             |
| その他通貨 | その他通貨             | その他通貨                 | 12.0%.•                           |
| 総計       | 総計                   | 総計                       | 200%..•                           |

国の経済力は、自国通貨ではなく外貨保有量ではかることができる。自国通貨を大量に所有していても、そのままでは他国で使えないただの紙切れだからである。経済活動がグローバル化してくると、輸出入・国際投資には他国の通貨が必要になってくる。
普通、通貨はその価値を保証する国の中だけで利用されるが、ユーロや米ドルのような国を超えて利用されている通貨を国際通貨という。
世界の金融取引・貿易取引で中心的に使用されている通貨を基軸通貨といい、2008年現在では米ドルがユーロや円などをはるかに超えて使用されている。19世紀頃は、英国ポンドが基軸通貨の地位を占めていたが、第二次大戦後は米ドルが基軸通貨となった。

### 地域通貨
地域通貨とは、法定通貨のように政府によって発行されている通貨ではないが、あるコミュニティにおいて通貨のような性質を認められたものである。

## 通貨危機
通貨危機とは、為替レートが、均衡為替レートの度合いをはるかに超えて下落することである。
通貨危機はある国の通貨価値が対外的な信用を失うことによって起きる。通貨が信用を喪失する原因は、累積債務の増大や固定相場制下での通貨の過大評価にある。
国の財政などが悪化し始めると、経済は停滞し、それと平行して通貨価値は下落していく。政治的・社会的・経済的に、ある国の信認が失われたときに通貨が暴落し、国内の信用収縮・銀行危機・所得の低下・輸入インフレが発生し、或いは予想され、更に通貨が暴落するという悪循環が「通貨危機」である。
国は、自国の通貨価値を支えようと外貨準備を投入し、自国の通貨を買い支えようとするが、資金が枯渇すると通貨危機となる。通貨危機に陥った場合、自国の通貨の切り下げなどを行い対応する。

## 通貨の切り上げ・切り下げ
自国の通貨の交換比率を、他国の通貨に対して相対的に上げることを「通貨の切り上げ」という。金融引き締め政策を行うと、自国通貨の増価が発生する。
また、自国の通貨と他国の通貨の交換比率を引き下げる政策を「通貨の切り下げ」という。基本的には、自国の経済の防衛のために、基軸通貨である米ドルとの交換比率を、通貨当局が低く定める。
通貨の切り下げは、あくまで緊急措置であり、国際経済では禁じ手とされている。通貨の価値はあくまでマーケットによって決定されるべきという大原則があるからである。
自国通貨を減価させれば、輸出増加・輸入減少圧力が働く。自国通貨の減価は、早い段階で輸入価格に転換され、輸入価格の上昇を招くという事実は、多くの実証モデルで示されている。
金利の低下は自国通貨の減価を招き、自国通貨の減価は経常赤字の縮小をもたらす。しかし、短期的には自国通貨の減価は経常収支の赤字をもたらさない。実際にJカーブ効果によって経常赤字の拡大を招く。投資家が経常赤字のファイナンスを続けなければ、通貨は際限なく減価する。
通貨の減価自体は資本流入に必要なインセンティブを生み出す。実際の通貨の減価幅は、投資家が要求するインセンティブによって決定される。

## 日本の通貨
日本では、日本の貨幣史に示されるように、江戸幕府が通貨を統一し始めたものの、実際の生活では身分制度とあわせて年貢としての米による租税制度が維持されてきた。現代では、政府が国債を発行しつつ、通貨偽造の罪や利息制限法を設けて、通貨の信用を維持している。明治時代の地租改正以降、通貨に兌換金券等としての機能はなくなっていった。1930年1月11日に、日本は金本位制に復帰したが、1931年に金本位制から離脱した。世界大戦に向かう情勢の中、紙幣においては国民に徴兵制等各種の義務を増やし国債との交換によって価値を維持していた。日本政府が相続税等の指針として使う路線価や厚生労働省が定める最低生活費や最低賃金といった形で数値化していることと表裏一体の関係になる。1942年に日本は管理通貨制度に切り替わった。

## 世界の主要な決済通貨の一覧
以下の表は、国際銀行間通信協会（SWIFT）による2012年から2015年までの通貨決済で最も用いられた15の通貨の推定値である。
| 順位 | 通貨                   | 1月 2012 | 通貨                   | 1月 2013 | 通貨                   | 1月 2014 | 通貨                   | 1月 2015 | 通貨                   | 11月 2015 |
| ---- | ---------------------- | -------- | ---------------------- | -------- | ---------------------- | -------- | ---------------------- | -------- | ---------------------- | --------- |
|      | 世界総計               | 100.00%  | 世界総計               | 100.00%  | 世界総計               | 100.00%  | 世界総計               | 100.00%  | 世界総計               | 100.00%   |
| 1    | ユーロ                 | 44.04%   | ユーロ                 | 40.17%   | アメリカ合衆国ドル     | 38.75%   | アメリカ合衆国ドル     | 43.41%   | アメリカ合衆国ドル     | 42.68%    |
| 2    | アメリカ合衆国ドル     | 29.73%   | アメリカ合衆国ドル     | 33.48%   | ユーロ                 | 33.52%   | ユーロ                 | 28.75%   | ユーロ                 | 29.50%    |
| 3    | イギリス・ポンド       | 9.00%    | イギリス・ポンド       | 8.55%    | イギリス・ポンド       | 9.37%    | イギリス・ポンド       | 8.24%    | イギリス・ポンド       | 8.88%     |
| 4    | 日本円                 | 2.48%    | 日本円                 | 2.56%    | 日本円                 | 2.50%    | 日本円                 | 2.79%    | 日本円                 | 2.68%     |
| 5    | オーストラリア・ドル   | 2.08%    | オーストラリア・ドル   | 1.85%    | カナダ・ドル           | 1.80%    | 中国人民元             | 2.06%    | 中国人民元             | 2.28%     |
| 6    | カナダ・ドル           | 1.81%    | スイス・フラン         | 1.83%    | オーストラリア・ドル   | 1.75%    | カナダ・ドル           | 1.91%    | オーストラリア・ドル   | 1.77%     |
| 7    | スイス・フラン         | 1.36%    | カナダ・ドル           | 1.80%    | 中国人民元             | 1.39%    | スイス・フラン         | 1.91%    | カナダ・ドル           | 1.70%     |
| 8    | スウェーデン・クローナ | 1.05%    | シンガポール・ドル     | 1.05%    | スイス・フラン         | 1.38%    | オーストラリア・ドル   | 1.74%    | スイス・フラン         | 1.64%     |
| 9    | シンガポール・ドル     | 1.03%    | 香港ドル               | 1.02%    | 香港ドル               | 1.09%    | 香港ドル               | 1.28%    | 香港ドル               | 1.17%     |
| 10   | 香港ドル               | 0.95%    | タイ・バーツ           | 0.97%    | タイ・バーツ           | 0.98%    | タイ・バーツ           | 0.98%    | タイ・バーツ           | 0.98%     |
| 11   | ノルウェー・クローネ   | 0.93%    | スウェーデン・クローナ | 0.96%    | スウェーデン・クローナ | 0.97%    | シンガポール・ドル     | 0.89%    | シンガポール・ドル     | 0.92%     |
| 12   | タイ・バーツ           | 0.82%    | ノルウェー・クローネ   | 0.80%    | シンガポール・ドル     | 0.88%    | スウェーデン・クローナ | 0.80%    | スウェーデン・クローナ | 0.86%     |
| 13   | デンマーク・クローネ   | 0.54%    | 中国人民元             | 0.63%    | ノルウェー・クローネ   | 0.80%    | ノルウェー・クローネ   | 0.68%    | ノルウェー・クローネ   | 0.76%     |
| 14   | ロシア・ルーブル       | 0.52%    | デンマーク・クローネ   | 0.58%    | デンマーク・クローネ   | 0.60%    | デンマーク・クローネ   | 0.56%    | ポーランド・ズウォティ | 0.50%     |
| 15   | 南アフリカ・ランド     | 0.48%    | ロシア・ルーブル       | 0.56%    | ポーランド・ズウォティ | 0.58%    | ポーランド・ズウォティ | 0.55%    | デンマーク・クローネ   | 0.47%     |

## 通貨の輸送・携帯方法

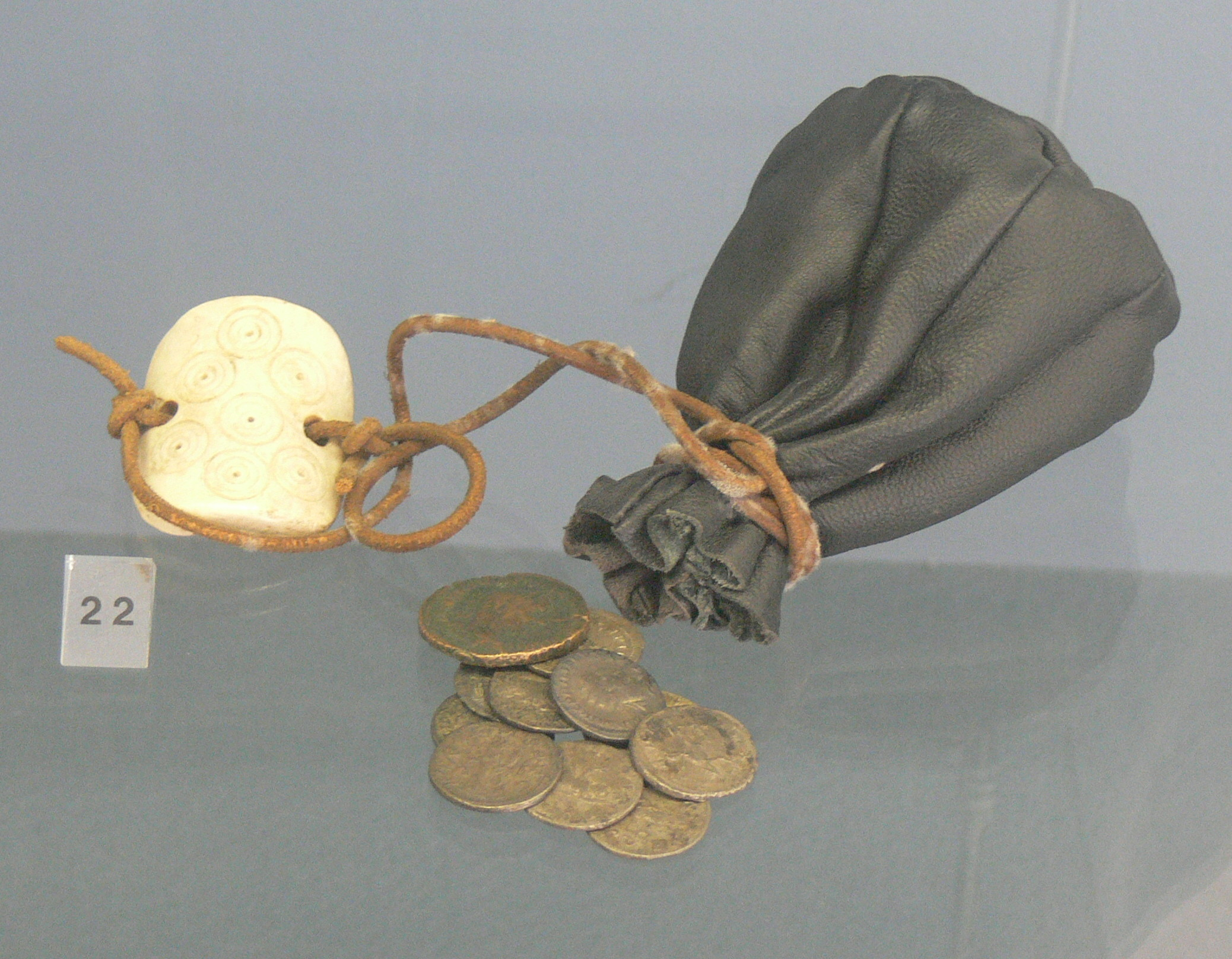
ローマ時代の通貨を入れた巾着レプリカ

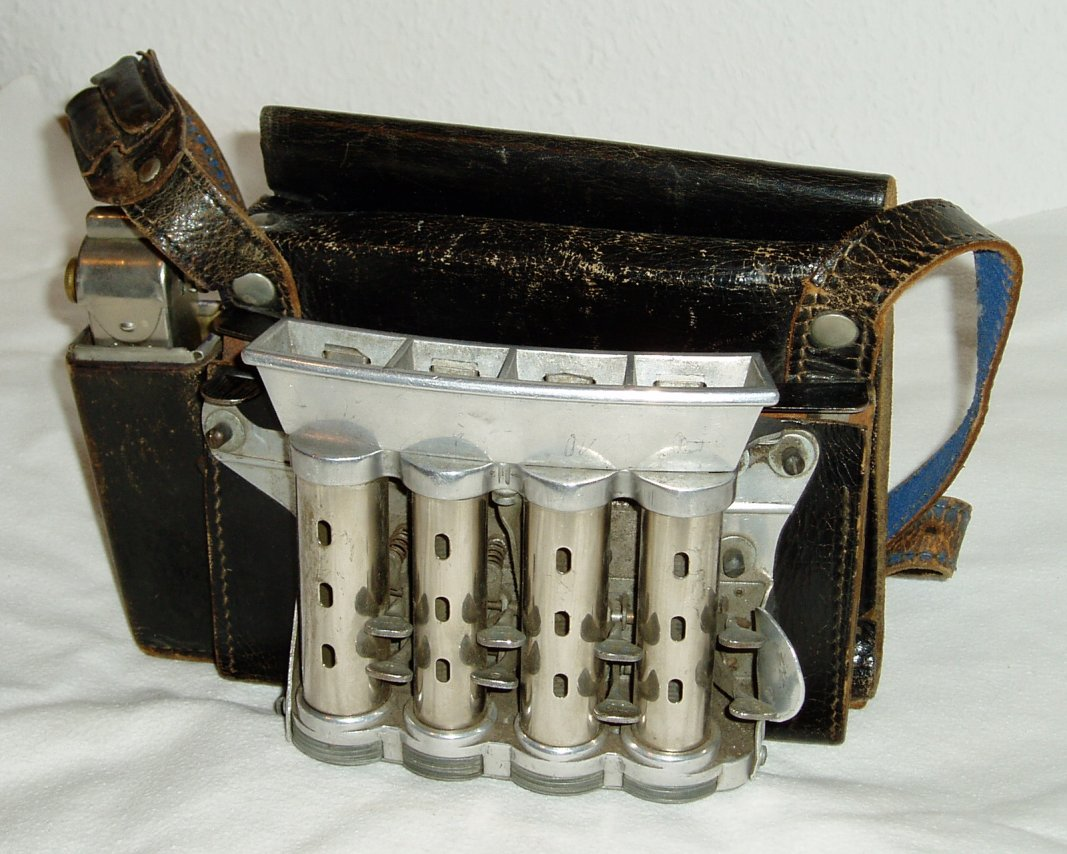
両替商のマネーバッグ

- 銭緡(ぜにさし) - 江戸時代に、96文の錢に紐を通す緡銭（びんせん）の形で輸送された。この96文は100文として扱われた。この商慣行の理由は諸説あり、中国の短陌や、2・3・4で割れて扱いやすい、4文は手数料等がある[48]。室町時代には、97文が100文扱いであった[49]。
- 財布
  - がま口はヨーロッパ生まれで[50]、明治期に海外での商いを行っていた山城屋和助によって日本に導入されたとされる[51]。
  - 巾着、Coin purse（英語版）、錢袋
  - 早道（はやみち） - 巾着の他に旅行中に腰紐に吊るして手軽に出せる小銭入れとして分けて使われた[52]。
- 銭刀 - 脇差を加工して小銭入れとして、盗難避けとした[53]。
- Shell purse（英語版）
- マネークリップ（en）
- マネーベルト（英語版）

梱包
- カレンシーパッキング（英語版）
  - 帯封
  - コインラッパー（英語版）
  - 千両箱
- マネーバッグ（英語版）

輸送
- 現金輸送車
- マネートレイン